# Diözesanmuseum Graz
Das Diözesanmuseum Graz ist das Museum der Diözese Graz-Seckau in Graz.

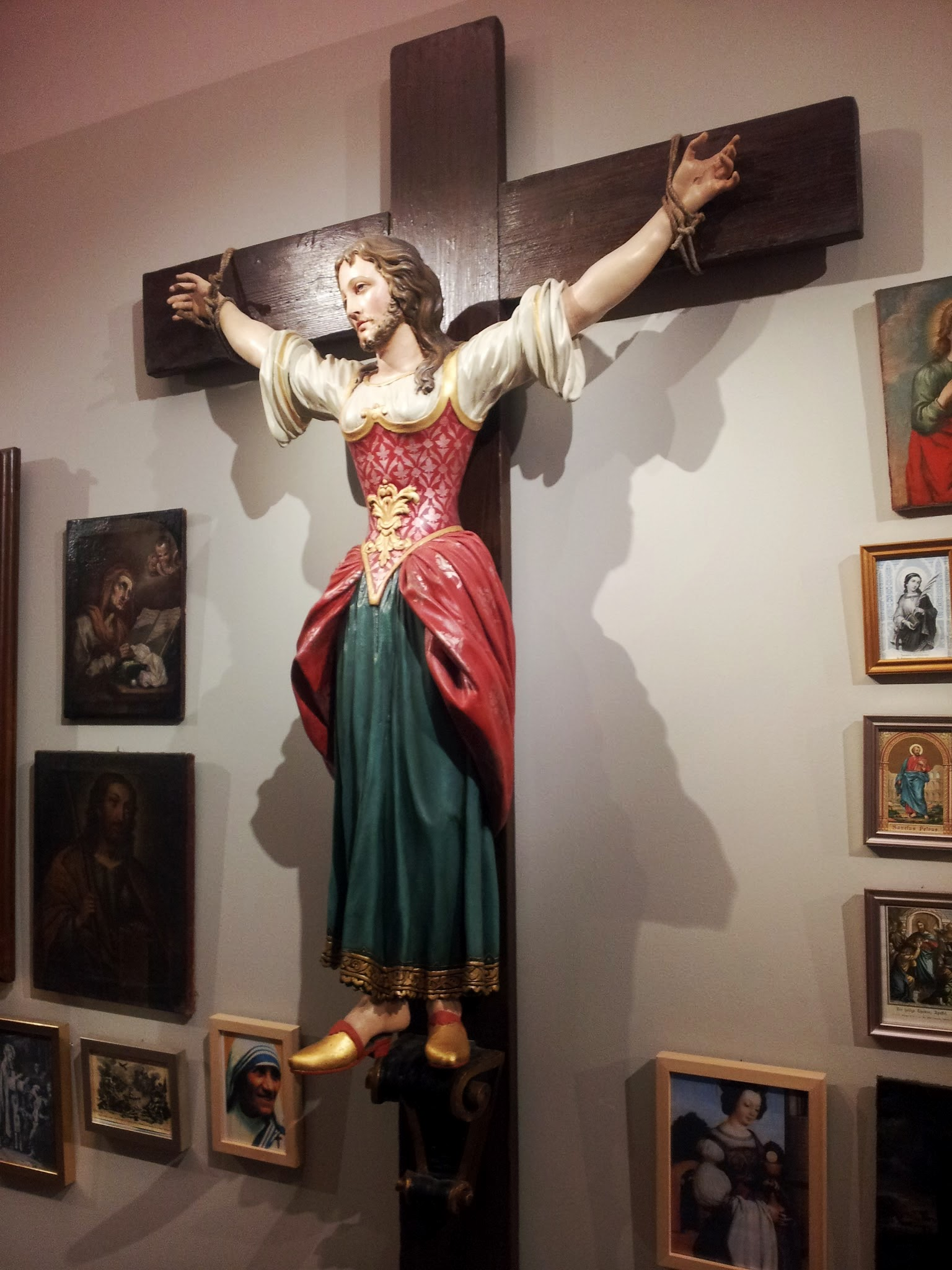
Heilige Kümmernis im Diözesanmuseum Graz-Seckau, Österreich. (2. Hälfte 18. Jahrhundert)

Die Institution ist einerseits das Museum der steirischen katholischen Kirche, andererseits als Diözesankonservatorat die kirchliche Denkmalpflegestelle der Steiermark. Seit 2002 ist das Diözesanmuseum Graz durchgegehend mit dem Österreichischen Museumsgütesiegel für umfassende, qualitativ gute Museumsarbeit ausgezeichnet.

## Geschichte
Der Fürstbischof von Seckau Ferdinand Stanislaus Pawlikowski gründete mit dem Geistlichen und Kunsthistoriker Johannes Mandl im Jahr 1932 das Diözesanmuseum.
Das Museum wurde in drei übereinander liegenden Kapellen (Barbarakapelle, Friedrichskapelle und Romualdkapelle) am Grazer Dom eingerichtet. Ab 1938 war das Museum aus politischen Gründen erschwert zugänglich und ab 1942 wegen Luftschutzauslagerung geschlossen. 1948 wurde es nach Behebung der Kriegsschäden wieder geöffnet. 1974 übersiedelte das Museum in das Grazer Minoritenkloster, wo es bis 2008 zuhause war. Heute befindet sich das Museum im denkmalgeschützten, ehemaligen Jesuitenkolleg, dem heutigen Priesterseminar in der Bürgergasse 2 in der Inneren Stadt (Listeneintrag).

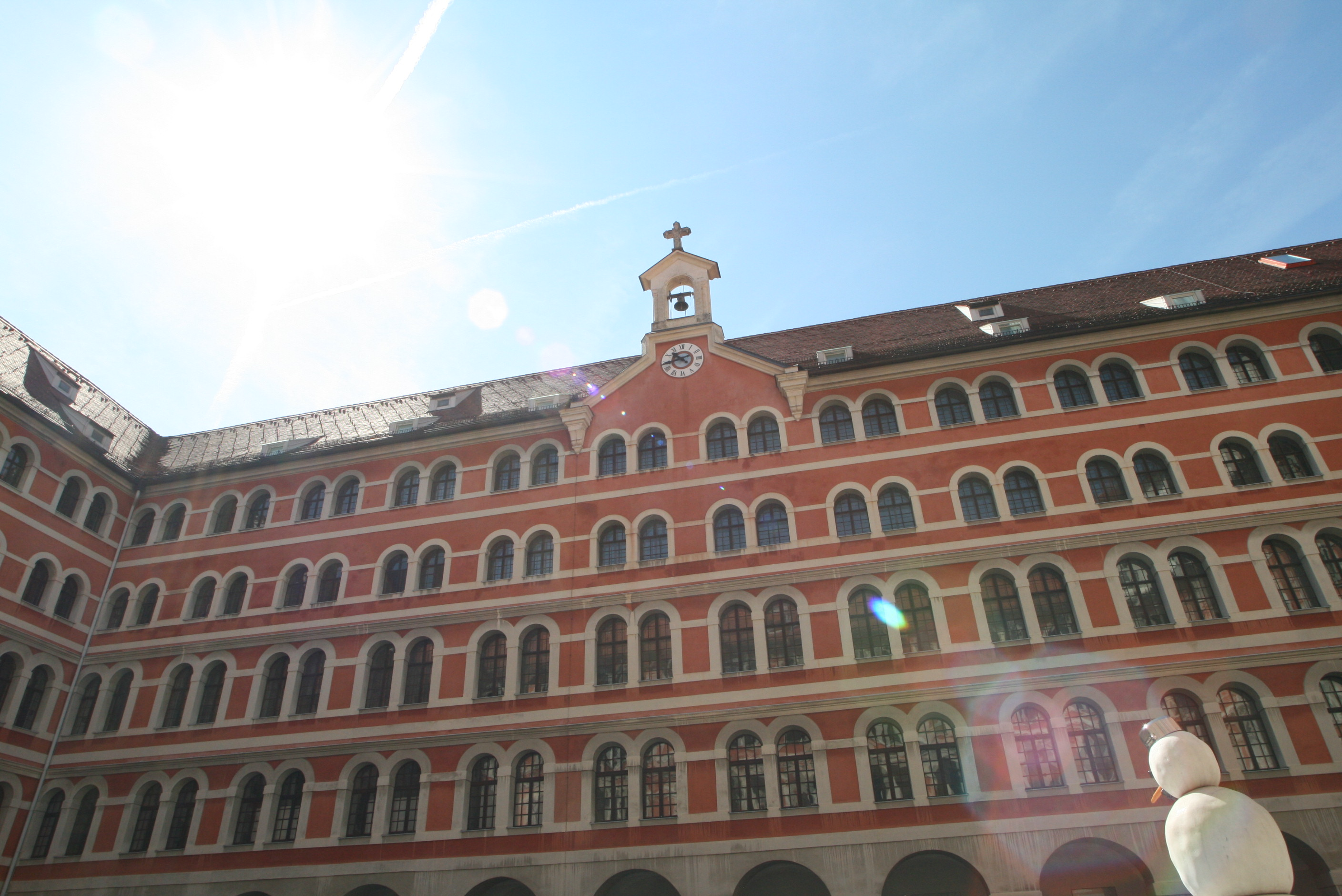
Hof des Priesterseminars

## Kustoden
- 1932–1937: Johannes Mandl
- 1937–1938: Othmar Wonisch
- 1938, 1960–1964: Rochus Kohlbach
- 1938–1960: Johann Dinawitzer
- 1964–1990: Wilhelm Pannold
- 1990–2009: Leopold Städtler
- 2009–2011: Willibald Rodler
- 2011–2015: Heinrich Schnuderl[2]
- 2015–2017: Erich Linhardt

## Leiter
- 1979–1989: Barbara Zingerle
- 1989–1991: Heidelinde Pickl-Herk
- seit 1991: Heimo Kaindl

## Ausstellungen
- 1979: Goldschmiedekunst in der Steiermark
- 1980: Maria in Kunst und Verehrung der Steiermark
- 1981: Heilige in Kunst und Verehrung der Steiermark
- 1989: Geformtes Wachs
- 1991: In froher Erwartung. Kunst, Liturgie und Brauchtum in der Advent- und Weihnachtszeit
- 1992: Wenn Bilder sprechen: christliche Zeichen und Symbole
- 1993: Kirche in der Steiermark. 775 Jahre Diözese Graz-Seckau
- 1995: Fest & Feier. Kirchenmusik in der Steiermark
- 1996: Navidad Nuestra. Weihnachtskrippen aus Lateinamerika
- 1997: Engel. Boten Gottes – Geflügelte Helfer – Beschützer der Menschen
- 1997: Weihnachtskrippen der afrikanischen Makonde
- 1998: Königin des Friedens. Marienbilder aus der Slowakei
- 1998: Zur Krippe her kommet …: die Weihnachtskrippe und ihre Symbole
- 2000: Weltuntergänge. Ängste und Hoffnungen an einer Jahrtausendwende
- 2001: Ikona. Russische Bilder der Ewigkeit
- 2002: In Dulci Jubilo. Weihnachtskrippen aus Europa
- 2003: Faszination Gold. Glanz des Göttlichen. Verführung der Menschen
- 2004: Mysterium Weihrauch. Reinigende Kraft, Duft des Göttlichen
- 2005: Zwischen Ehrfurcht und Schauder. Reliquienkult gestern und heute
- 2006: frau. macht. kirche.
- 2007: Wallfahren – Menschen auf dem Weg
- 2007: Kripperlroas. Steirische Krippen aus dem Salzkammergut
- 2008: Eins + 385
- 2010: Christusbilder in der Steiermark
- 2011: Heilige aus Europa. Kult und Politik
- 2011: Es werde Licht. Weihnachtsausstellung
- 2012: Sonntagspracht und Alltagsg’wand: Eine kleine Kulturgeschichte kirchlicher Kleidung
- 2012: Als ich Christtagsfreude holen ging. Weihnachten mit Peter Rosegger
- 2013: Kunstblick: Fastenzeit – Ostern – Pfingsten
- 2013: Achtung Brot. Alltag – Brauchtum – Glaube
- 2013: Guter Hoffnung – Gott wird Mensch. Weihnachtskrippen aus dem Diözesanmuseum Freising
- 2014: Die Farben Grün. Natur – Hoffnung – Paradies
- 2014: Kunstblick: Fastenzeit – Ostern – Pfingsten
- 2014: Vom Himmel Hoch. Böhmische Krippenlandschaften aus der Sammlung Klebe
- 2014: Kunstblick: In Memoriam Franz Weiß
- 2015: Kunstblick: Fastenzeit – Ostern – Pfingsten

- 2015: Kunstblick: Durch die Linse

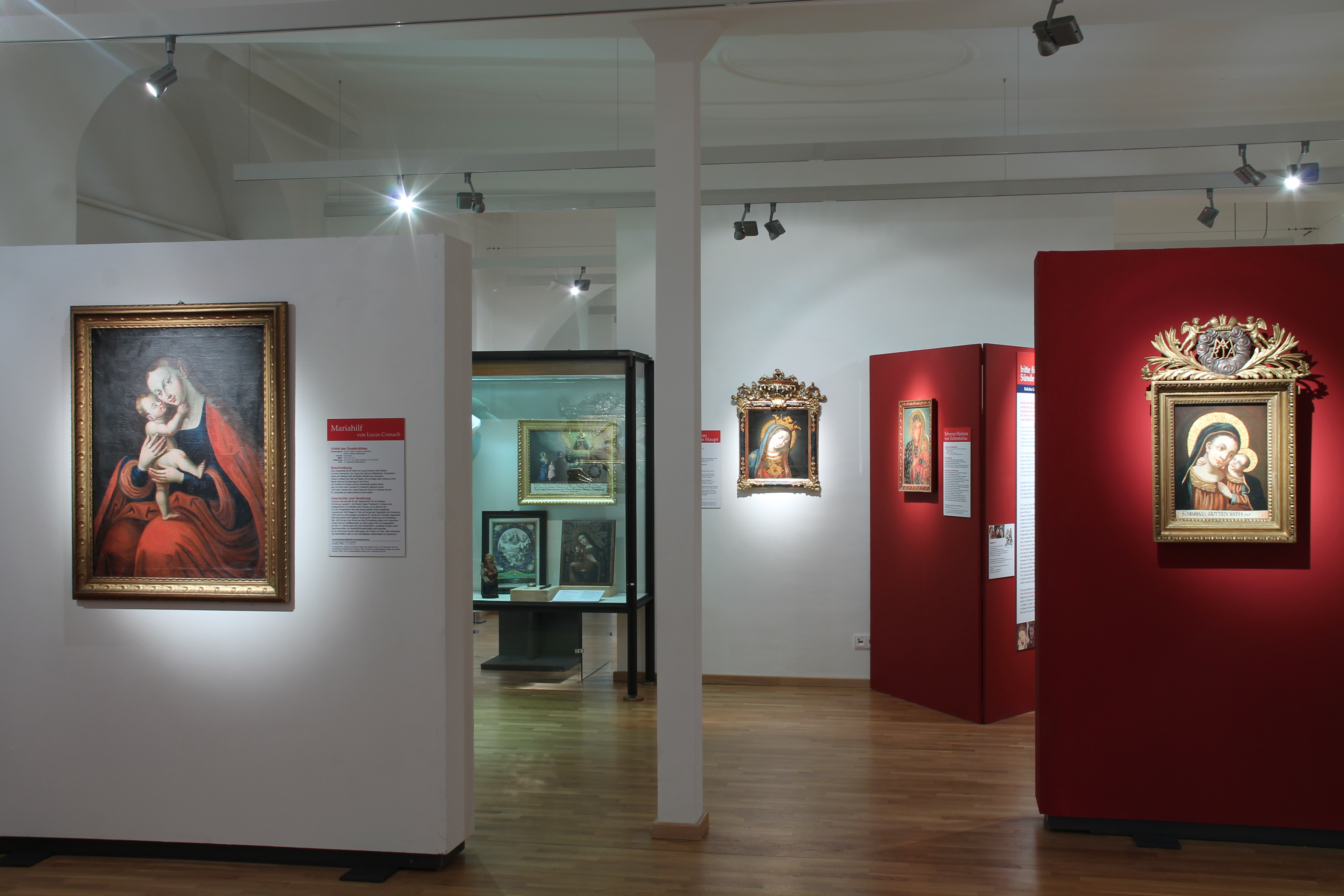
Sonderausstellung 2015

- 2015: Maria. 1001 Gesichter der Liebe
- 2015: Alle Jahre wieder. Weihnachtskrippen aus der Sammlung des Diözesanmuseum Graz
- 2016: Junges Museum! Beim Bischof zu Gast. Alles rund um Ostern und die Erstkommunion – Schatzkammer
- 2016: Kunstblick: Stirb und werde. 10 Kunstwerke und 10 Gedanken von Bischof Egon Kapellari zu Fastenzeit und Ostern
- 2016: Kunstblick: Meisterhaft und hoch aufragend. 125 Jahre Herz-Jesu-Kirche Graz
- 2016: Knockin’ on Heaven’s TOR. Fußball und Religion
- 2016: Aufbruch – Flucht – Zuflucht. Weihnachtskrippen und Bilder der Geburt Jesu.
- 2017: Kunstblick: Was sucht Ihr ... den Lebenden bei den Toten?
- 2017: Tischgemeinschaft. Miteinander leben – Miteinander glauben
- 2017: Kunstblick: Felix Wiegele. Bildhauerei und Handwerkskunst
- 2017: Aufgeputzt und reich behangen. Christbaum, Schmuck und Weihnachtskrippen.
- 2018: Last und Inspiration
- 2018: Nikolaus – Christkind – Weihnachtsmann. Geschenkebringer und Weihnachtskrippen
- 2019: Kirche Kunst Kostbarkeiten
- 2019: Tiere in der Bibel und in unseren Kirchenräumen
- 2019: Weihnachtskrippen aus Tirol - Das Tiroler Volkskunstmuseum zu Gast
- 2020: Beschützt. Was Menschen gestern und heute Mut, Trost, Vertrauen und Kraft gibt
- 2021: Gemeinsam Leben - Gemeinsam Glauben. Die Lebens- und Jahresfeste der Religionen in Graz, Diözesanmuseum Graz
- 2022: Himmlisch Irdisch. 90 Positionen zu 90 Jahren Diözesanmuseum Graz, Diözesanmuseum Graz

## Publikationen
- Heimo Kaindl: Himmlisch Irdisch. 90 Positionen zu 90 Jahren Diözesanmuseum Graz. Verlag Diözesanmuseum Graz, Graz 2022, ISBN 978-3-901810-50-3
- Heimo Kaindl (Hrsg.): Gemeinsam Leben - Gemeinsam Glauben. Die Lebens- und Jahresfeste der Religionen in Graz. Verlag Diözesanmuseum Graz, Graz 2021, ISBN 978-3-901810-48-0
- Arbeitsgemeinschaft Kirchlicher KonservatorInnen Österreichs, Heimo Kaindl, Karin Mayer, Rosmarie Schiestl: Schöne Kirche - Handbuch zur Pflege kirchlicher Kunst- und Kulturgüter, Verlag Diözesanmuseum Graz, Graz-Wien 2020, ISBN 978-3-901810-47-3
- Heimo Kaindl (Hg.): Weihnachtskrippen aus Tirol - Das Tiroler Volkskunstmuseum zu Gast, Verlag Diözesanmuseum Graz, Graz 2019, ISBN 978-3-901810-46-6
- Heimo Kaindl (Hrsg.): Tiere in der Bibel und in unseren Kirchenräumen. Verlag Diözesanmuseum Graz, Graz 2019, ISBN 978-3-901810-45-9.
- Heimo Kaindl, Alois Kölbl, Johannes Rauchenberger (Hrsg.): Last & Inspiration. 800 Jahre – 8 Fragen. Verlag Schnell & Steiner, Regensburg 2018, ISBN 978-3-222-13619-1.
- Heimo Kaindl (Hrsg.): Aufgeputzt und reich behangen. Christbaum, Schmuck und Weihnachtskrippen. 2018, ISBN 978-3-901810-43-5.
- Heimo Kaindl (Hrsg.): Felix Wiegele. Bildhauerei und Handwerkskunst. Verlag Diözesanmuseum Graz, Graz 2017, ISBN 978-3-901810-42-8.
- Heimo Kaindl (Hrsg.): Knockin’ on Heaven’s TOR. Fußball und Religion. Verlag Diözesanmuseum Graz, Graz 2016, ISBN 978-3-901810-37-4.
- Heimo Kaindl (Hrsg.): Maria. 1001 Gesichter der Liebe. Verlag Diözesanmuseum Graz, Graz 2015, 1. und 2. Auflage, ISBN 978-3-901810-39-8.
- Heimo Kaindl: Die Farben Grün. Verlag Diözesanmuseum Graz, Graz 2014, ISBN 978-3-901810-38-1.
- Heimo Kaindl: Achtung Brot. Alltag – Brauchtum – Glaube. Verlag Diözesanmuseum Graz, Graz 2013, ISBN 978-3-901810-31-2.
- Heimo Kaindl: Sonntagspracht und Alltagsg’wand: Eine kleine Kulturgeschichte kirchlicher Kleidung. Verlag Diözesanmuseum Graz, Graz 2012, ISBN 978-3-901810-30-5.
- Heimo Kaindl: Christusbilder in der Steiermark. Verlag Diözesanmuseum Graz, Graz 2010, ISBN 978-3-901810-24-4.
- Heimo Kaindl, Alois Kölbl (Hrsg.): Auf Christus schauen. Christusbilder in steirischen Kirchen. Verlag Diözesanmuseum Graz, Graz 2010, ISBN 978-3-901810-25-1.
- Heimo Kaindl (Hrsg.): Eins + 385 – Kirchenkunst zum Staunen: ein Handbuch kirchlicher Kunstschätze. Verlag Diözesanmuseum Graz, Graz 2008, ISBN 978-3-901810-21-3.
- Heimo Kaindl (Hrsg.): Wallfahren: Menschen auf dem Weg. Verlag Diözesanmuseum Graz, Graz 2007, ISBN 978-3-901810-20-6.
- Michaela Sohn-Kronthaler/Heimo Kaindl (Hrsg.): frau.macht.kirche. Verlag Diözesanmuseum Graz, Graz 2006, ISBN 3-901810-18-8.
- Heimo Kaindl (Hrsg.): Zwischen Ehrfurcht und Schauder. Reliquienkult gestern und heute. Verlag Diözesanmuseum Graz, Graz 2005, ISBN 3-901810-16-1.
- Heimo Kaindl, Matthias Keil, Elisabeth Wahl (Hrsg.): Stift Göß. Die Stifts-, Kathedral- und Pfarrkirche zum hl. Andreas. Verlag Diözesanmuseum Graz, Graz-Leoben Göß 2004, ISBN 3-901810-15-3.
- Heimo Kaindl (Hrsg.): Mysterium Weihrauch. Reinigende Kraft, Duft des Göttlichen. Verlag Diözesanmuseum Graz, Graz 2004, ISBN 3-901810-13-7.
- Heimo Kaindl (Hrsg.): Faszination Gold. Glanz des Göttlichen. Verführung der Menschen. Verlag Diözesanmuseum Graz, Graz 2003, ISBN 3-901810-11-0.
- Heimo Kaindl / Evelyn Kaindl-Ranzinger (Hrsg.): In Dulci Jubilo. Weihnachtskrippen aus Europa. Verlag Diözesanmuseum Graz, Graz 2002, ISBN 3-901810-10-2.
- Heimo Kaindl, Hannes Weinelt (Hrsg.): Ikona. Russische Bilder der Ewigkeit (Kat. Ausst. Diözesanmuseum Graz und Feuerwehrmuseum Groß St. Florian). Verlag Diözesanmuseum Graz, Graz 2001, ISBN 3-901810-07-2.
- Heimo Kaindl, Hannes Weinelt (Hrsg.): Ikona. Russische Bilder der Ewigkeit. Kinderkatalog (Kat. Ausst. Diözesanmuseum Graz und Feuerwehrmuseum Groß St. Florian). Verlag Diözesanmuseum Graz, Graz 2001.
- Heimo Kaindl, Franz Kügerl (Hrsg.): Die Pfarrkirche Mureck: Geschichte, Architektur, Kunst. Verlag Diözesanmuseum Graz, Graz 2000, ISBN 3-901810-05-6.
- Heimo Kaindl (Hrsg.): Weltuntergänge. Ängste und Hoffnungen an einer Jahrtausendwende. Verlag Diözesanmuseum Graz, Graz 2000, ISBN 3-901810-04-8.
- Michael Braunsteiner, Heimo Kaindl (Hrsg.): Historische Textilien aus dem Sakralbereich: Bedeutung und Nutzung; Erforschung und Konservierung. Verlag Diözesanmuseum Graz, Graz 1998, ISBN 3-901810-02-1.
- Heimo Kaindl, Isabel Zinterl (Hrsg.): Zur Krippe her kommet ...: die Weihnachtskrippe und ihre Symbole. Verlag Diözesanmuseum Graz, Graz 1998.
- Heimo Kaindl (Hrsg.): Königin des Friedens. Marienbilder aus der Slowakei. Verlag Diözesanmuseum Graz, Graz 1998.
- Heimo Kaindl (Hrsg.): Weihnachtskrippen der afrikanischen Makonde. Verlag Diözesanmuseum Graz, Graz 1997.
- Heimo Kaindl (Hrsg.): Engel. Boten Gottes – Geflügelte Helfer – Beschützer der Menschen. Verlag Diözesanmuseum Graz, Graz 1997, ISBN 3-901810-01-3.
- Heimo Kaindl (Hrsg.): Schloss Seggau: Geschichte, Architektur und Kunst der steirischen Bischofsburg; Bischof Johann Weber zum 70. Geburtstag gewidmet / Diözesanmuseum Graz. Verlag Diözesanmuseum Graz, Graz 1997, ISBN 3-901810-00-5.
- Heimo Kaindl (Hrsg.): Navidad Nuestra. Weihnachtskrippen aus Lateinamerika. Verlag Diözesanmuseum Graz, Graz 1996.
- Heimo Kaindl, Alois Ruhri (Hrsg.): Thron und Altar: 1000 Jahre Staat und Kirche. Verlag Diözesanmuseum Graz, Graz 1996.
- Heimo Kaindl (Hrsg.): Fest & Feier. Kirchenmusik in der Steiermark. Verlag Diözesanmuseum Graz, Graz 1995.
- Heimo Kaindl (Hrsg.): Diözesanmuseum Graz. Auswahlkatalog. Verlag Diözesanmuseum Graz, Graz 1994.
- Heimo Kaindl, Norbert Müller, Alois Ruhri: Kirche in der Steiermark: 775 Jahre Diözese Graz-Seckau. Verlag Diözesanmuseum Graz, Graz 1993.
- Heimo Kaindl, Sandra Abrams, Katja Landgrebe: Wenn Bilder sprechen: christliche Zeichen und Symbole. Verlag Diözesanmuseum Graz, Graz 1992.
- Heimo Kaindl (Hrsg.): In froher Erwartung. Kunst, Liturgie und Brauchtum in der Advent- und Weihnachtszeit. Verlag Schnider, Graz-Budapest 1991, ISBN 3-900993-16-5.